# معضوضة قصيرة
معضوضة قصيرة (الاسم العلمي:Momordica humilis) هي نوع من النباتات تتبع جنس المعضوضة من الفصيلة القرعية.